# Lincoln Town Car
La Town Car est une automobile de la marque américaine Lincoln. La première version est apparue en 1948. Cette série a inauguré la carrosserie dite "ponton", à flancs plats. À ses débuts, la Town Car ne s'appelait pas ainsi ; elle a changé de nom en 1979 après s'être appelée Cosmopolitan, Capri, Premiere, Continental. Depuis sa naissance, la limousine s'est vendue à plus de 3,3 millions d'exemplaires. Après plusieurs essais "originaux", comme l'idée de créer une marque rien que pour la Town Car (Continental à l'époque), un peu copiée à Chrysler avec l'Imperial, Lincoln décide de changer radicalement de style en proposant en 1960 un modèle tranchant avec le style pataud des modèles précédents. Ce modèle plus prestigieux encore connut un grand succès si bien que Chrysler embaucha le designer de cette voiture, Elwood Engel.

## Deuxième génération (1990-1997)

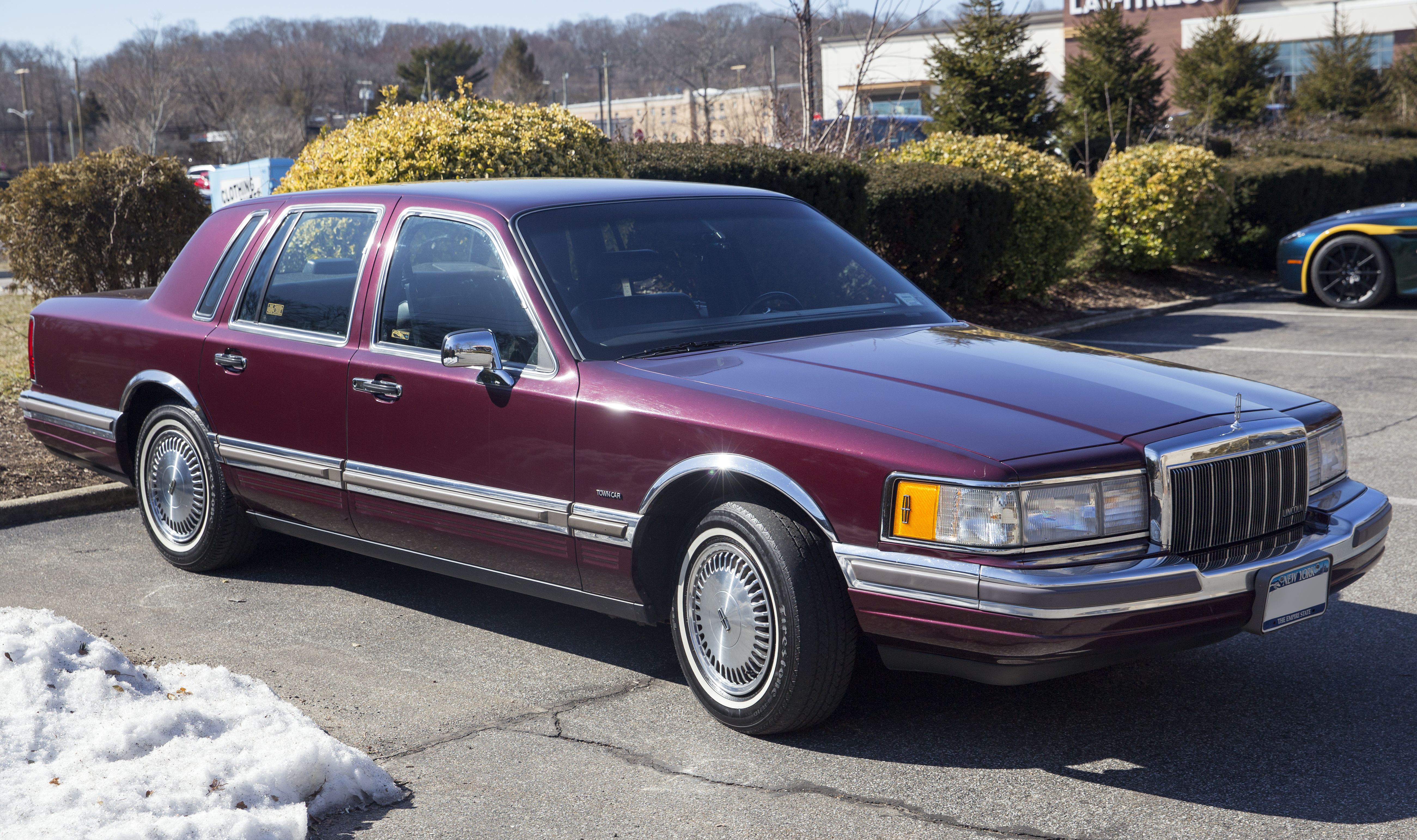
Modèle de 1990.

La 2e génération est apparue en 1990. La carrosserie est totalement nouvelle (moins carré), l'intérieur est repensé, plus confortable (plus d'espace) avec des versions Executive, Cartier et Signature. Son moteur V8 4,6 l grimpe à 210 ch.
En 1995, elle a été re-stylée. La puissance reste inchangée.
Elle est apparue dans bon nombre de films, téléfilms et séries.

## Troisième génération (1998-2011)

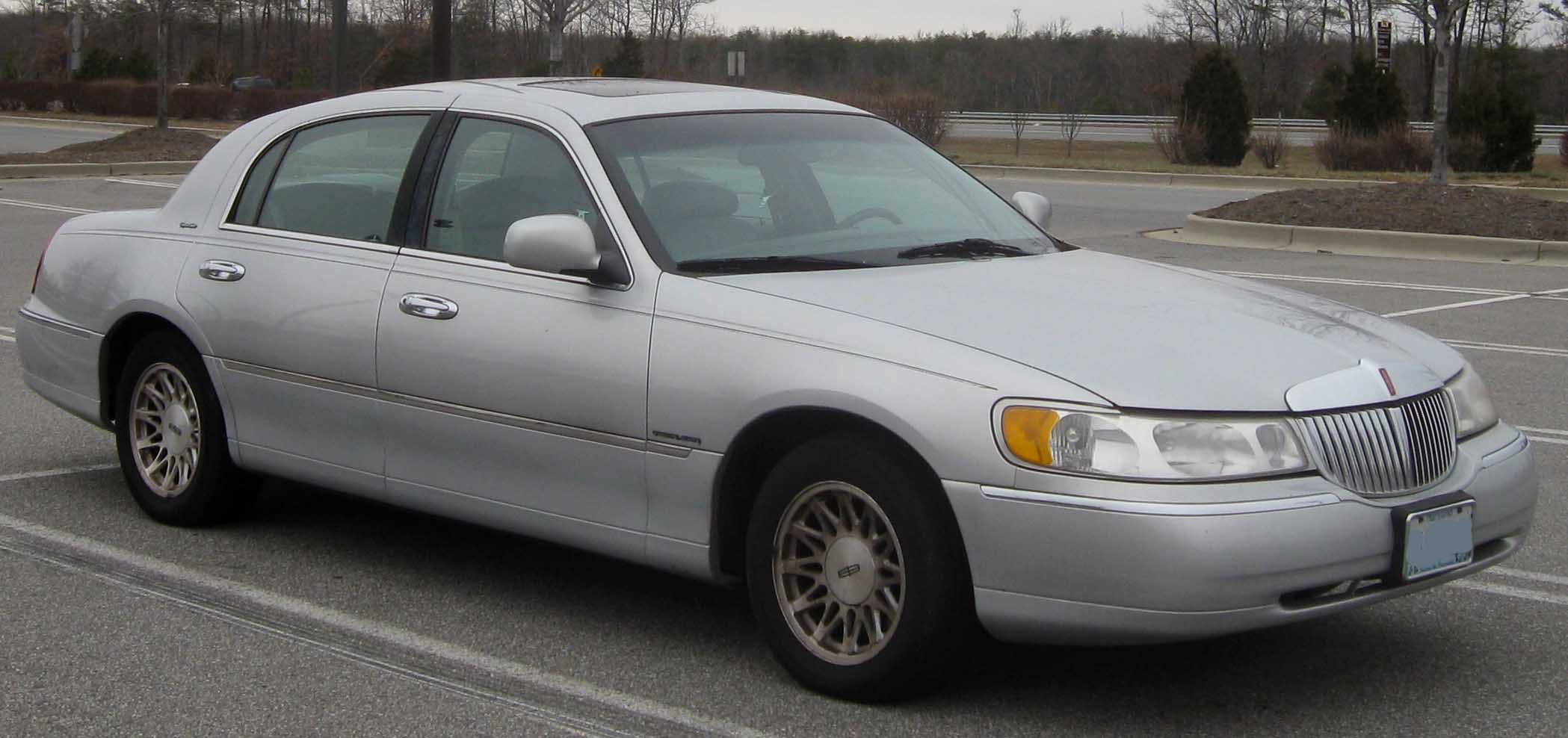
Modèle de 1998.

La 3e génération est apparue au salon de l'automobile de New York (NYIAS) en 1997. La carrosserie est totalement nouvelle (plus arrondie), l'intérieur est plus confortable, son moteur V8 4,6 l est poussé à 220 chevaux.
En 2003, elle a été re-stylée. Elle se distingue de celle-ci par une proue différente. Le confort est impérial, et le son du gros V8 (poussé à 235 chevaux) est peu présent. La conduite est aisée bien que la voiture soit pataude. Par ailleurs l'équipement est des plus complets, la Town Car est appréciée pour son confort, c'est pourquoi de nombreux préparateurs l'ont transformée en limousine longue. La grande calandre chromée, les logos sur les phares arrière, les baguettes chromées et la nervure sur le capot précédée d'une statuette marquent les principales différences extérieures entre la Town Car et les autres "membres du trio". À l'intérieur, les cinq places côtoient bois et cuir, malgré l'absence de GPS. Le coffre est certes grand de volume, mais pas pratique car les formes sont torturées et la roue de secours encombre l'accessibilité.
En 2011, la Lincoln Town Car n’est plus commercialisée.

## Limousine
De par ces berlines de luxe, des limousines démesurées, pouvant atteindre 10/20m de long sont créées, elles sont appelées Stretch Limousine. Elles sont construites (découpées puis soudées) par des entreprises privées. 

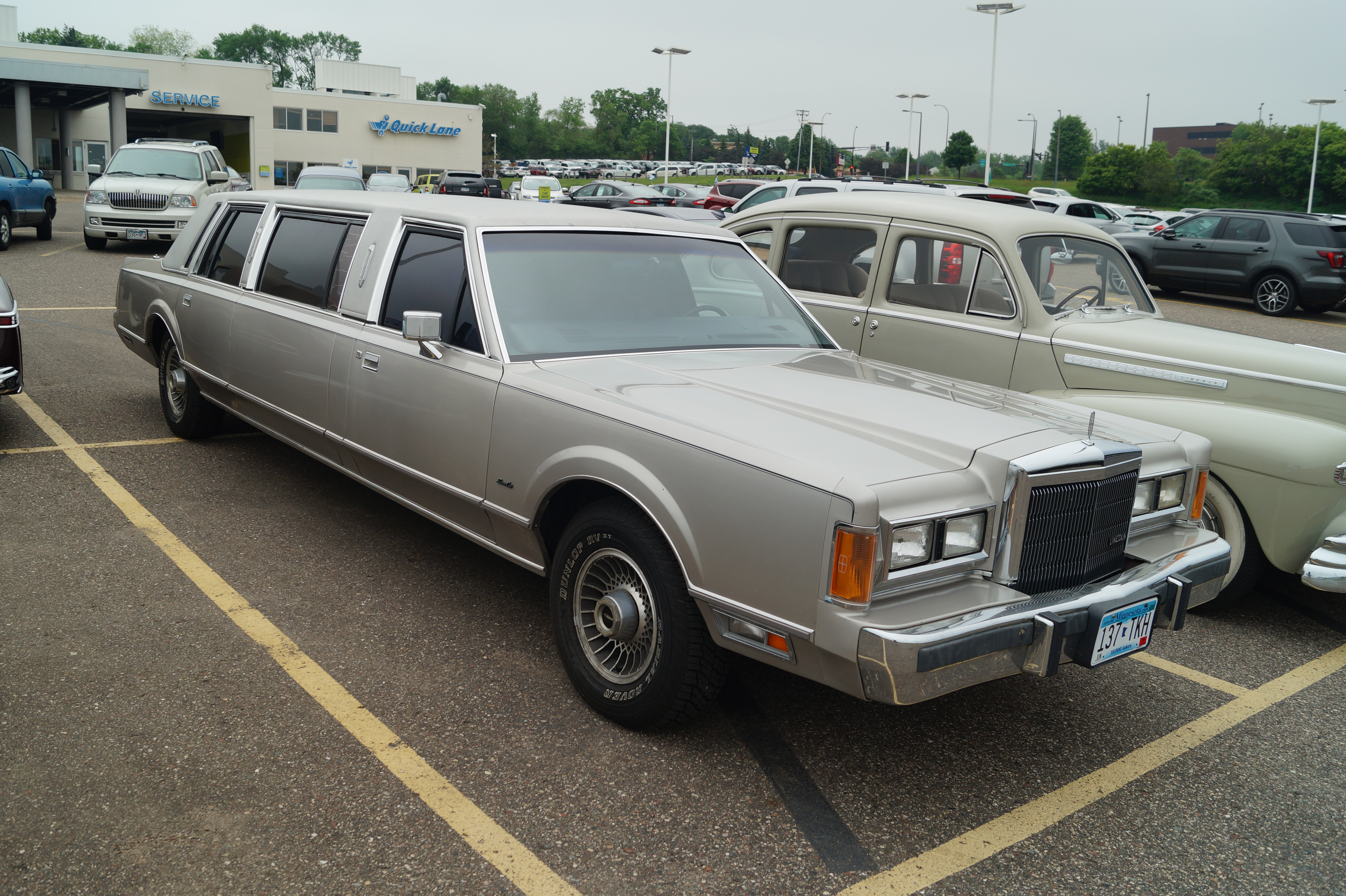
Modèle de 1989.
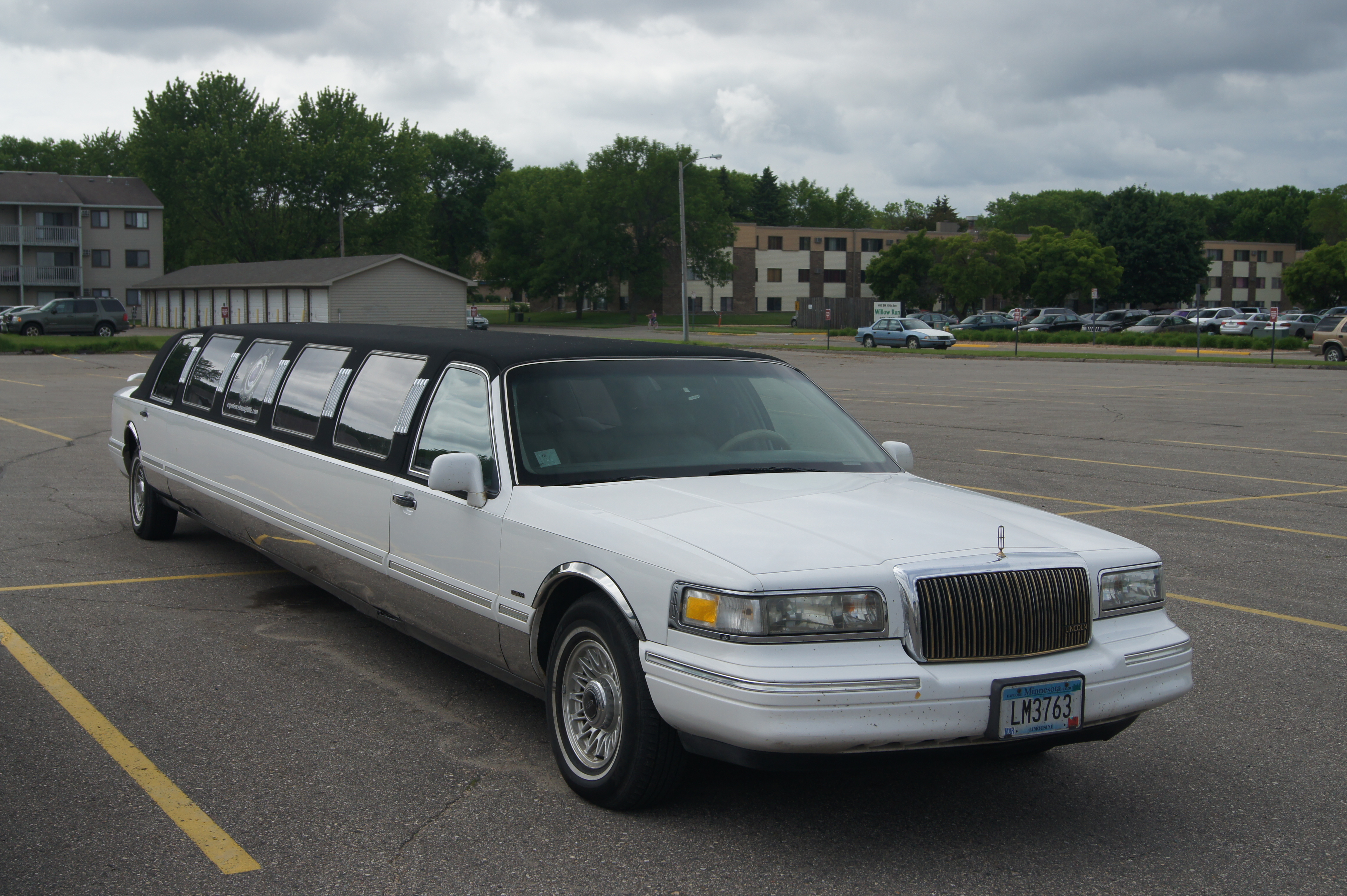
Modèle de 1996.
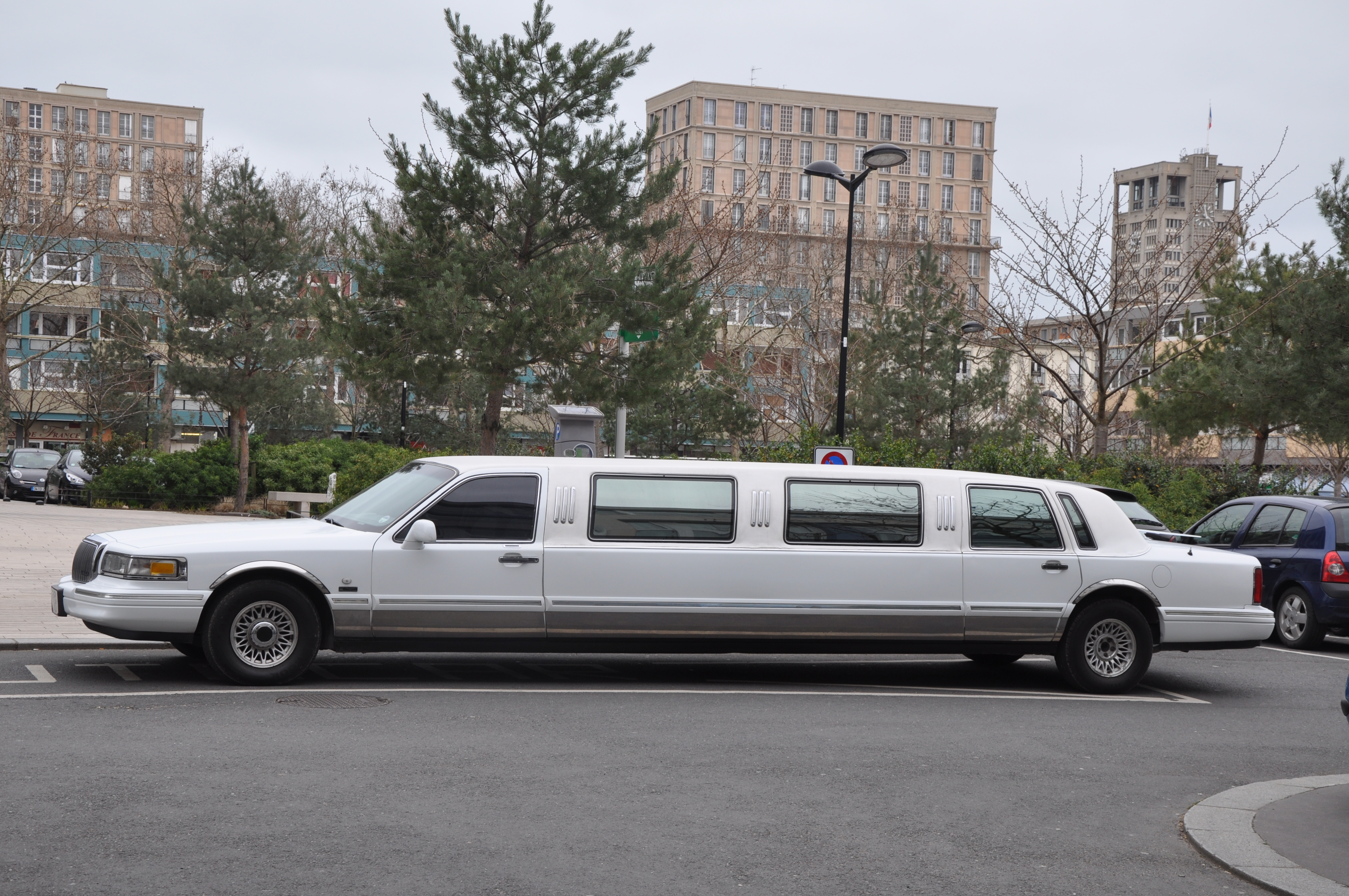
Modèle de 1996.
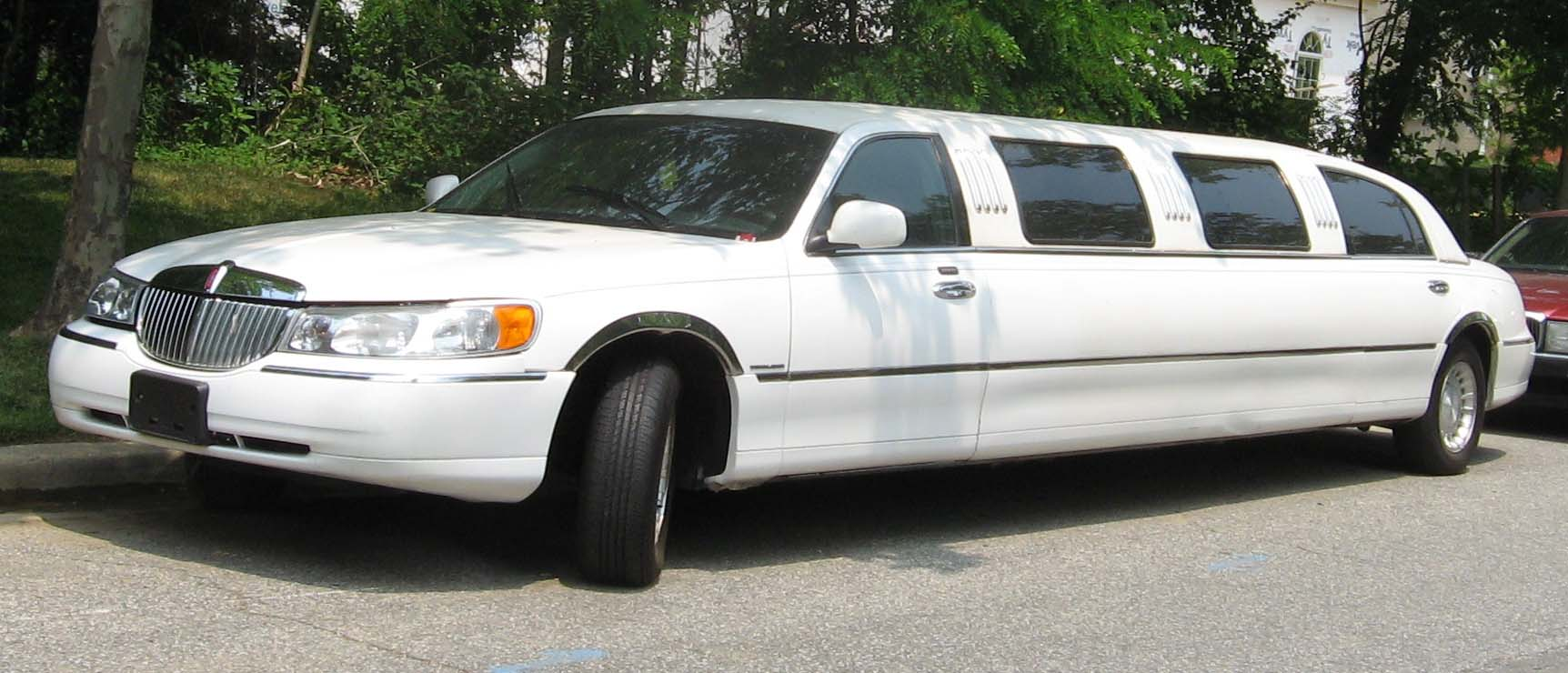
Modèle de 1998.
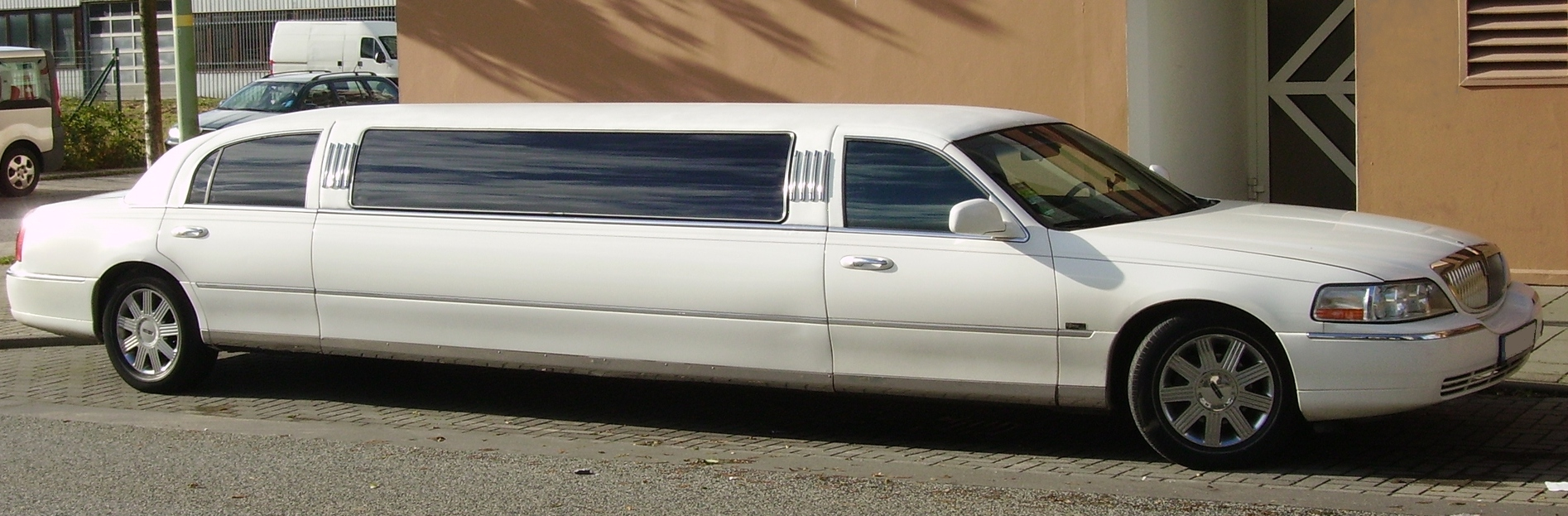
Modèle de 2003.

## Galerie

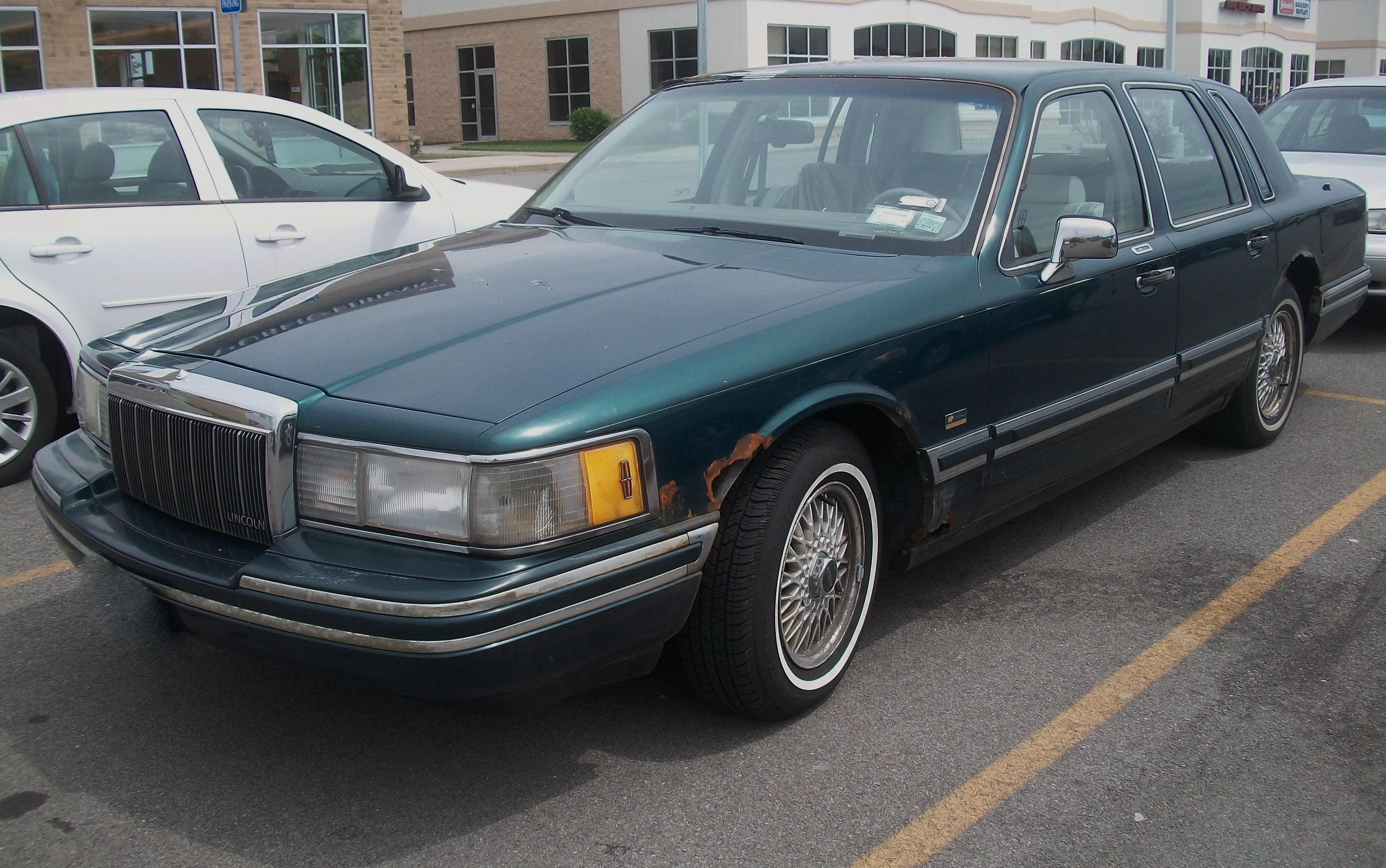
Modèle de 1992.
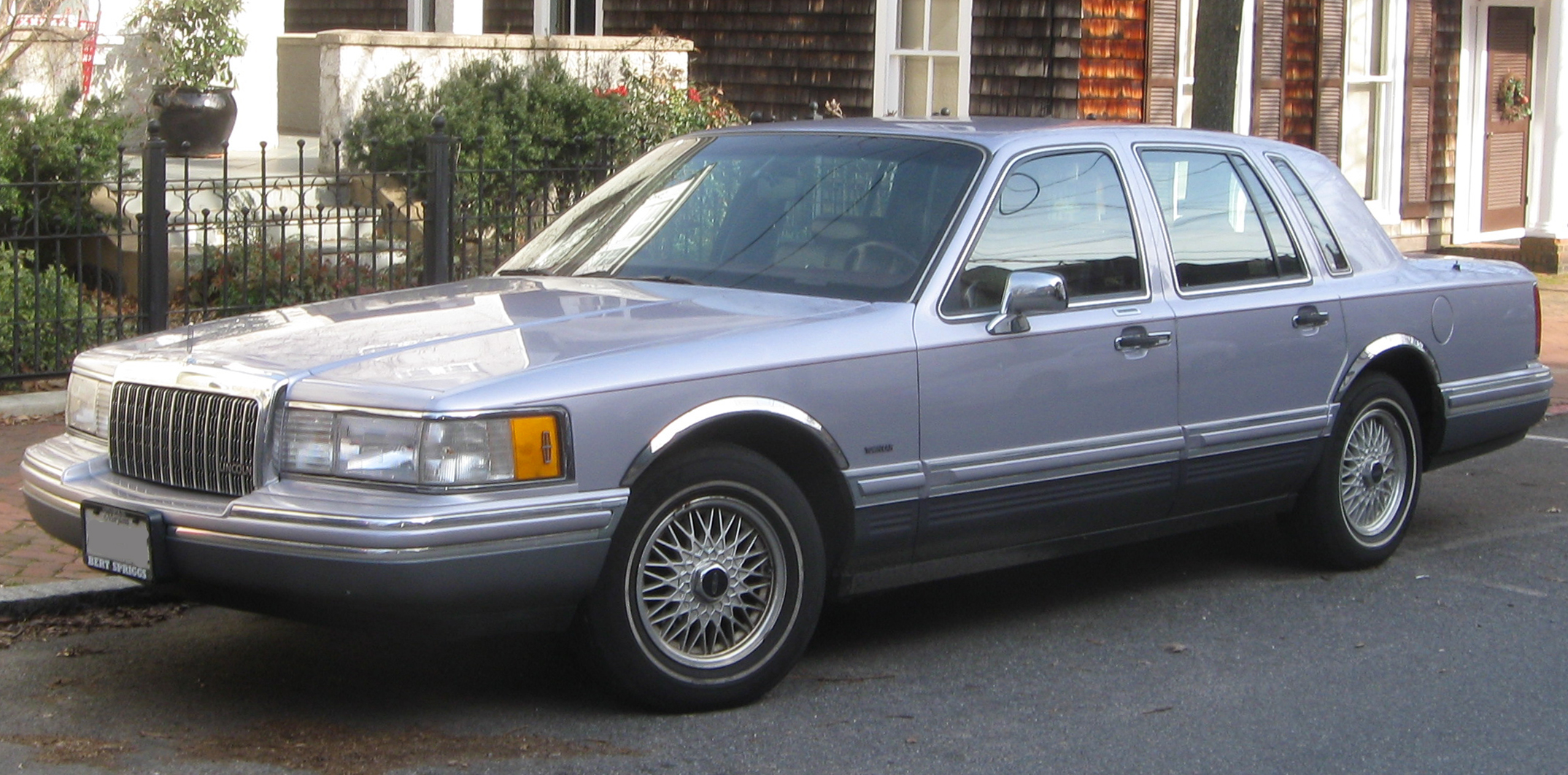
Modèle de 1994.
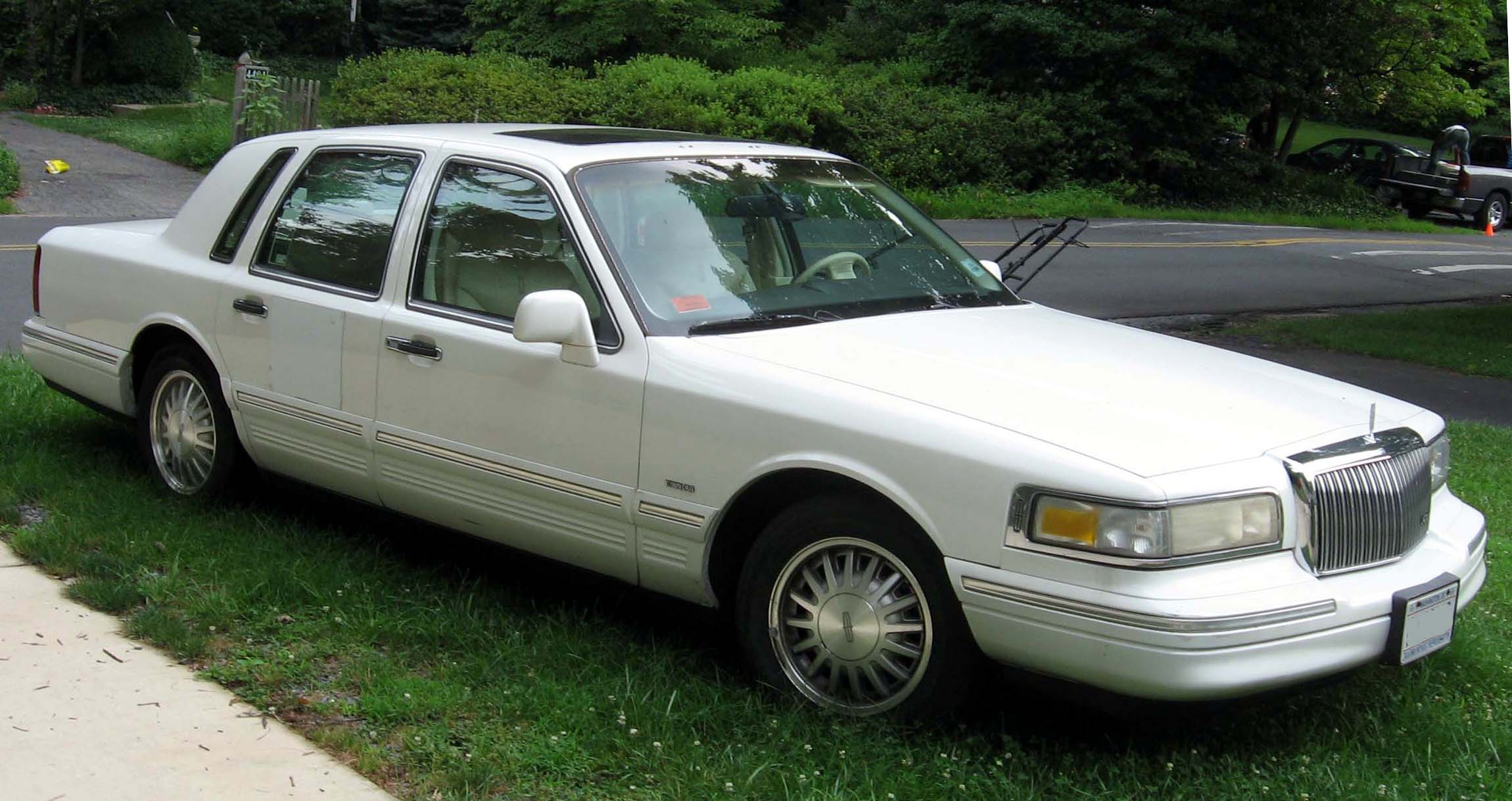
Modèle de 1995.
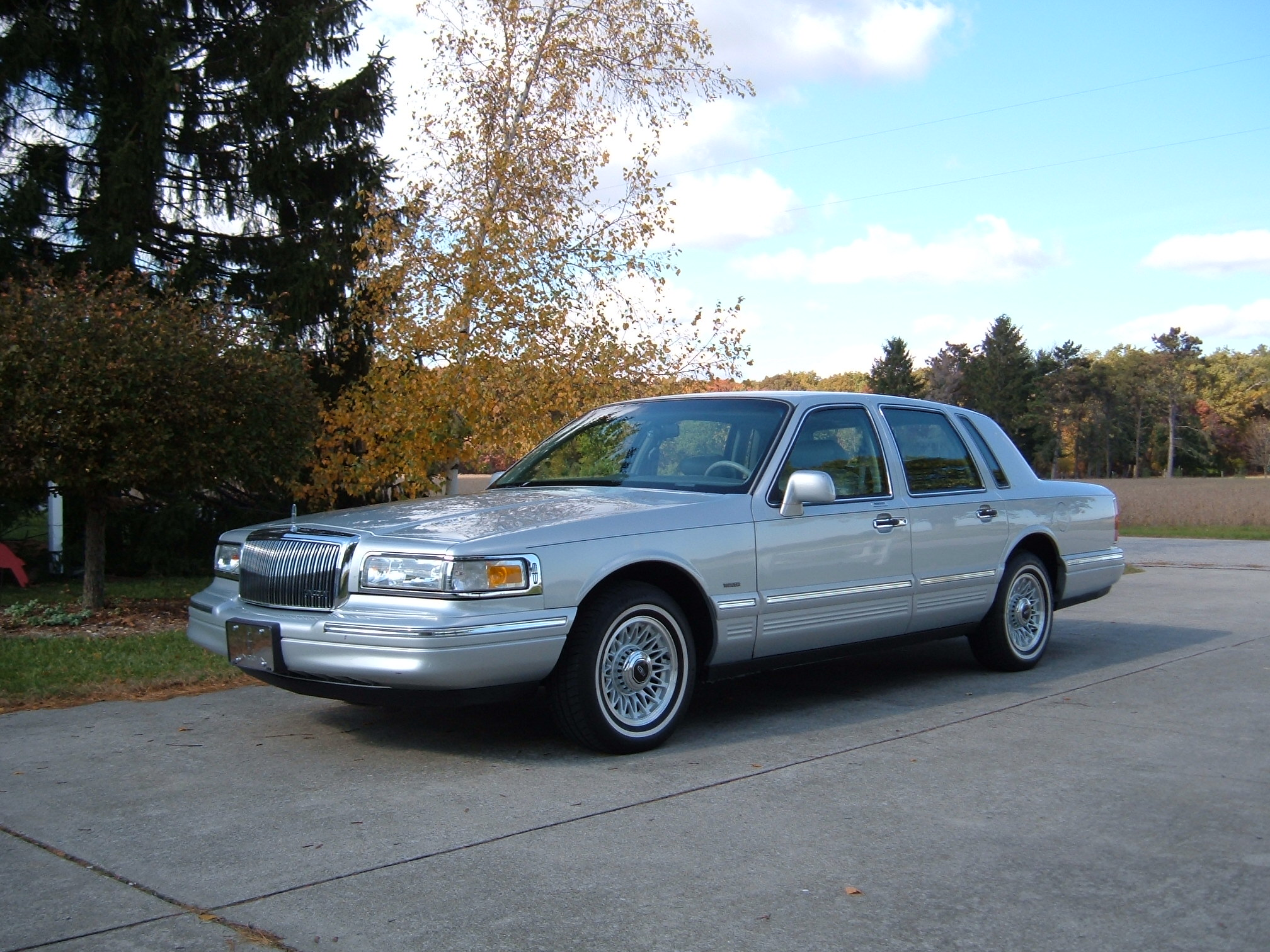
Modèle de 1996.
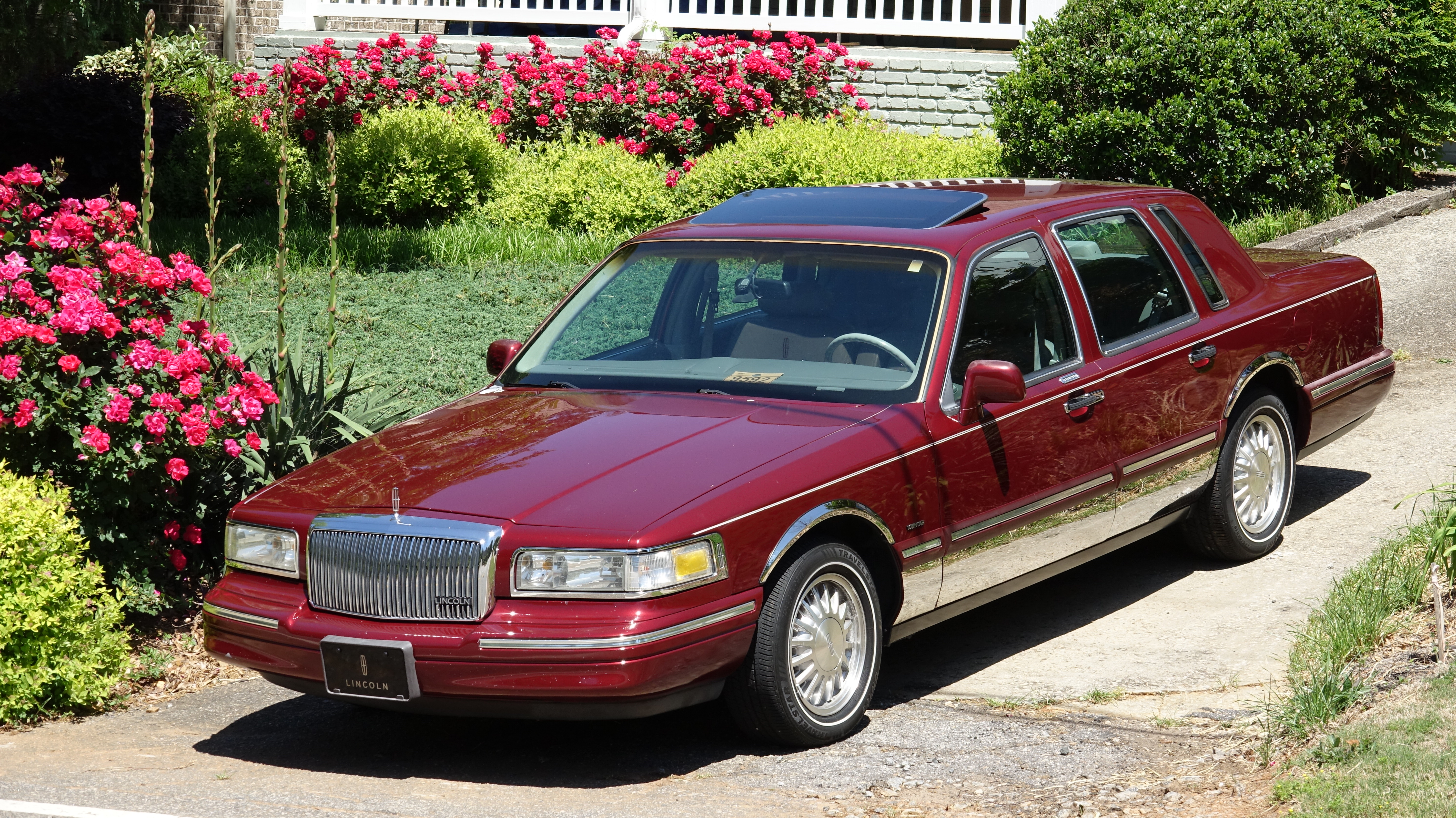
Modèle de 1996.
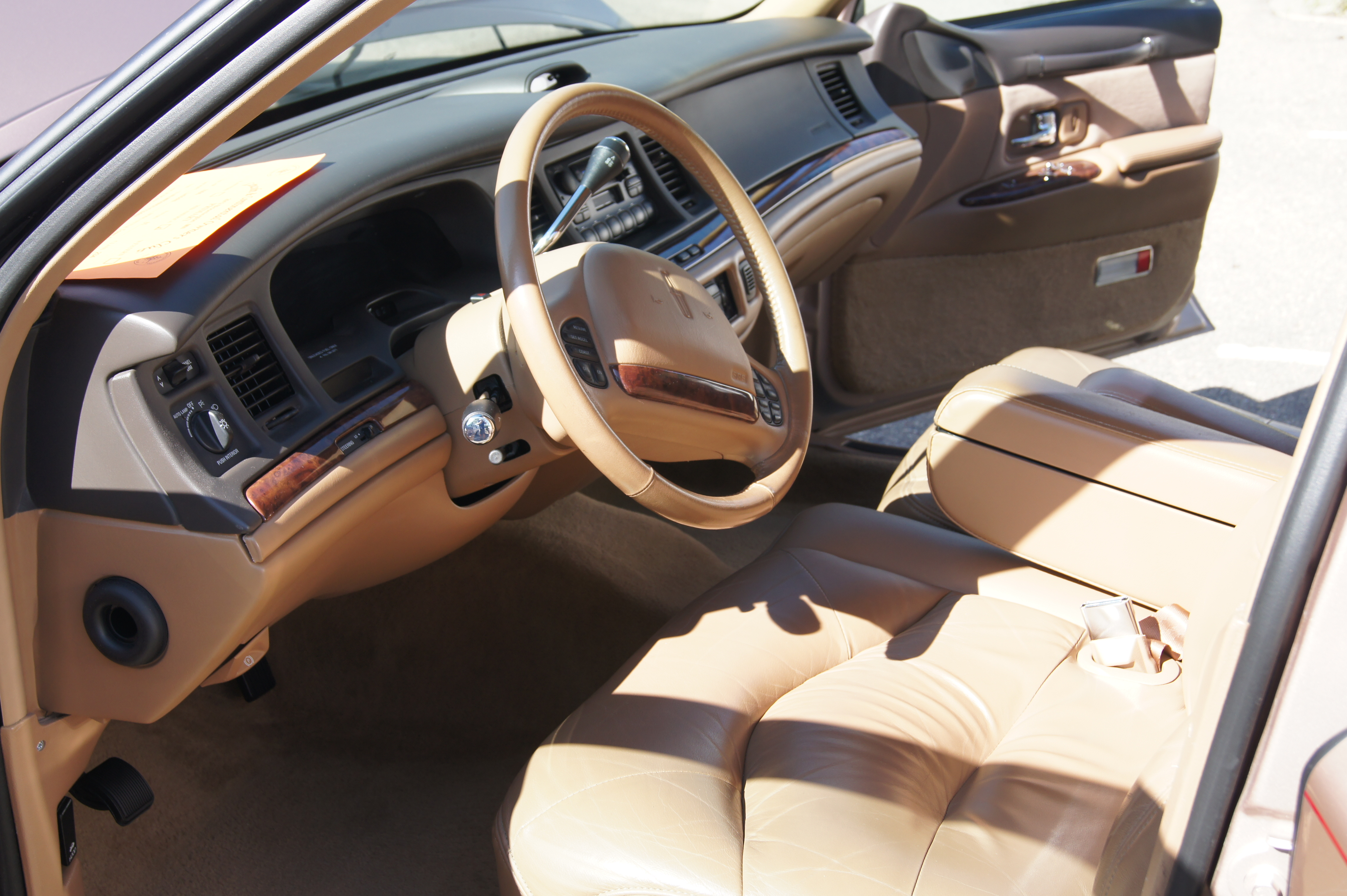
Intérieur de 1996.
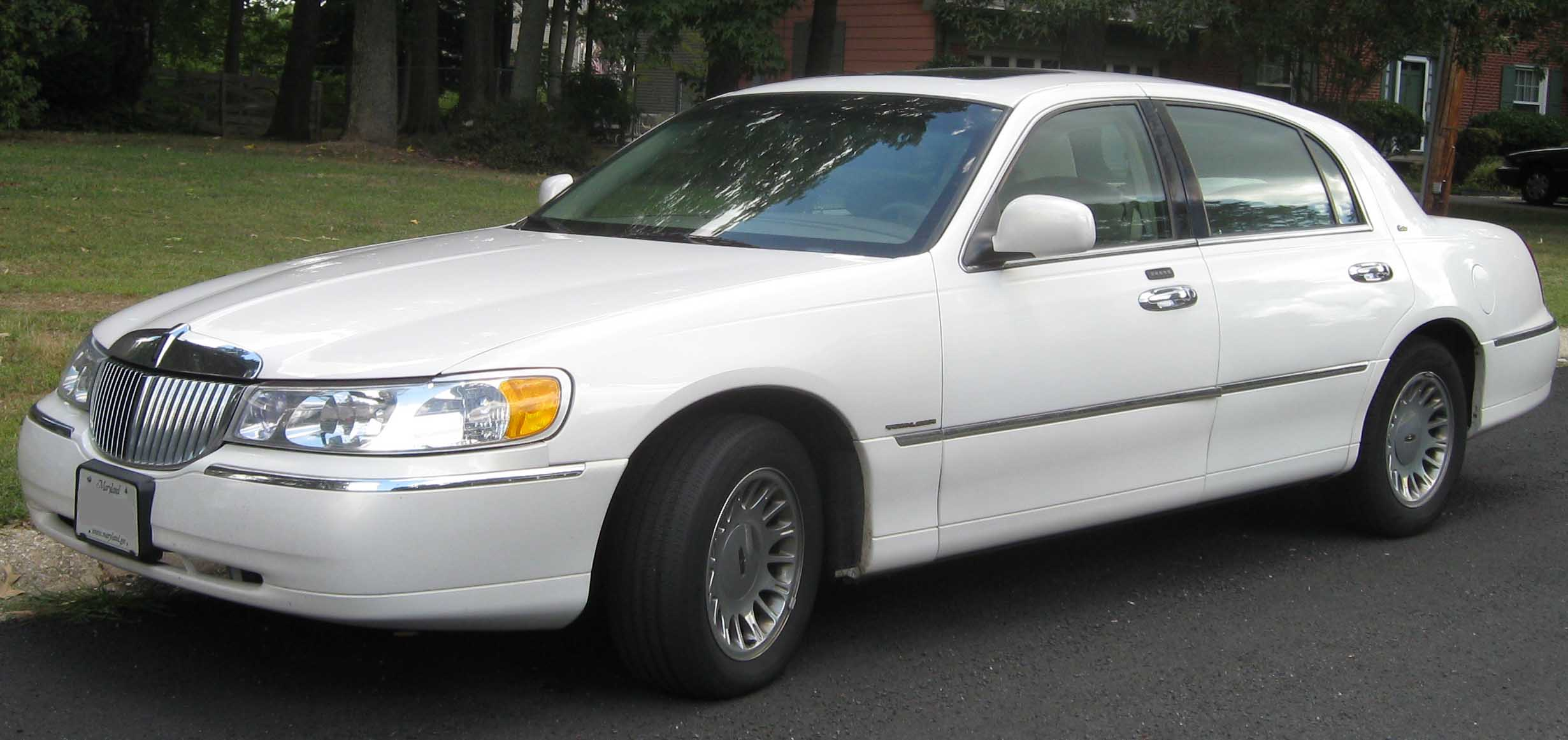
Modèle de 1998.
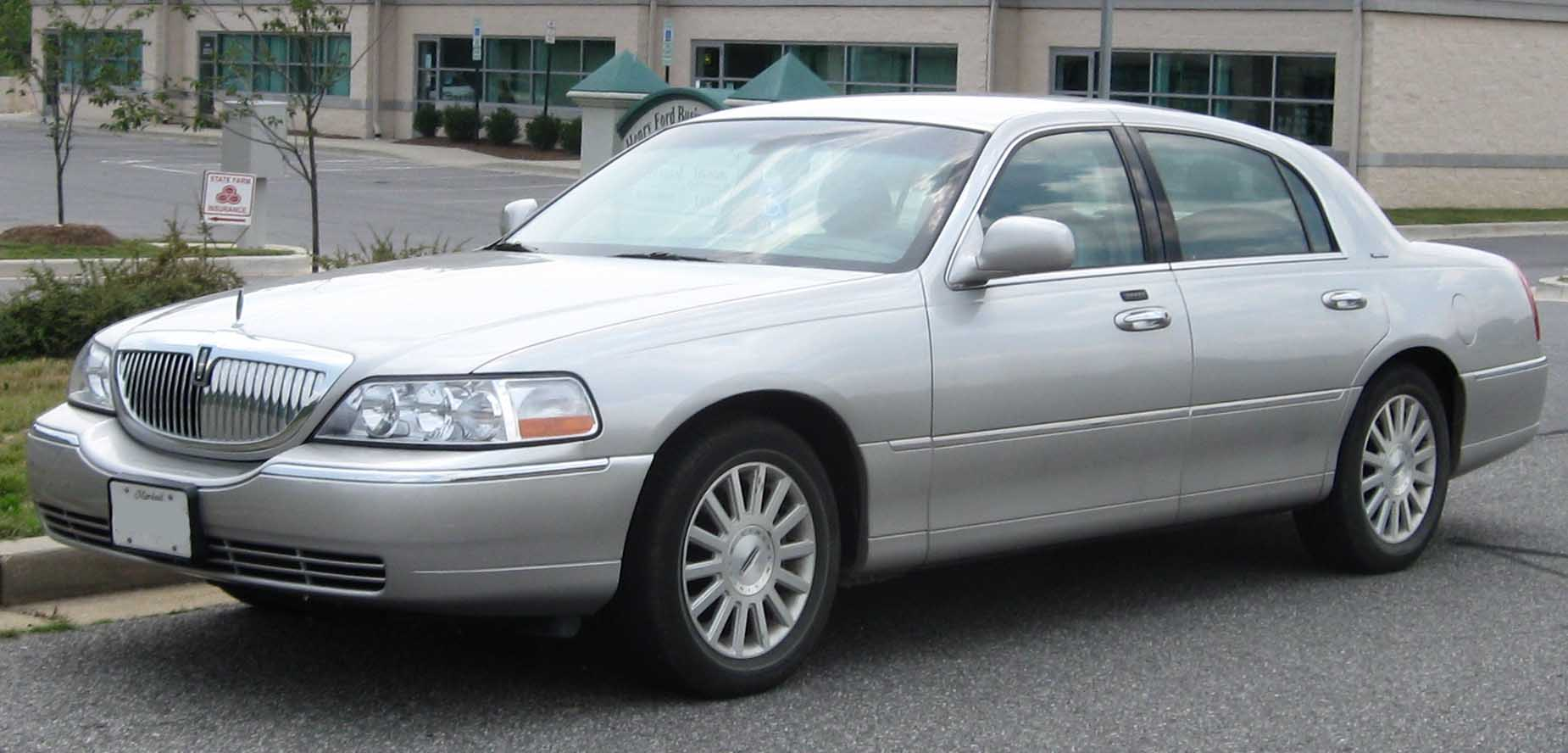
Modèle de 2003.
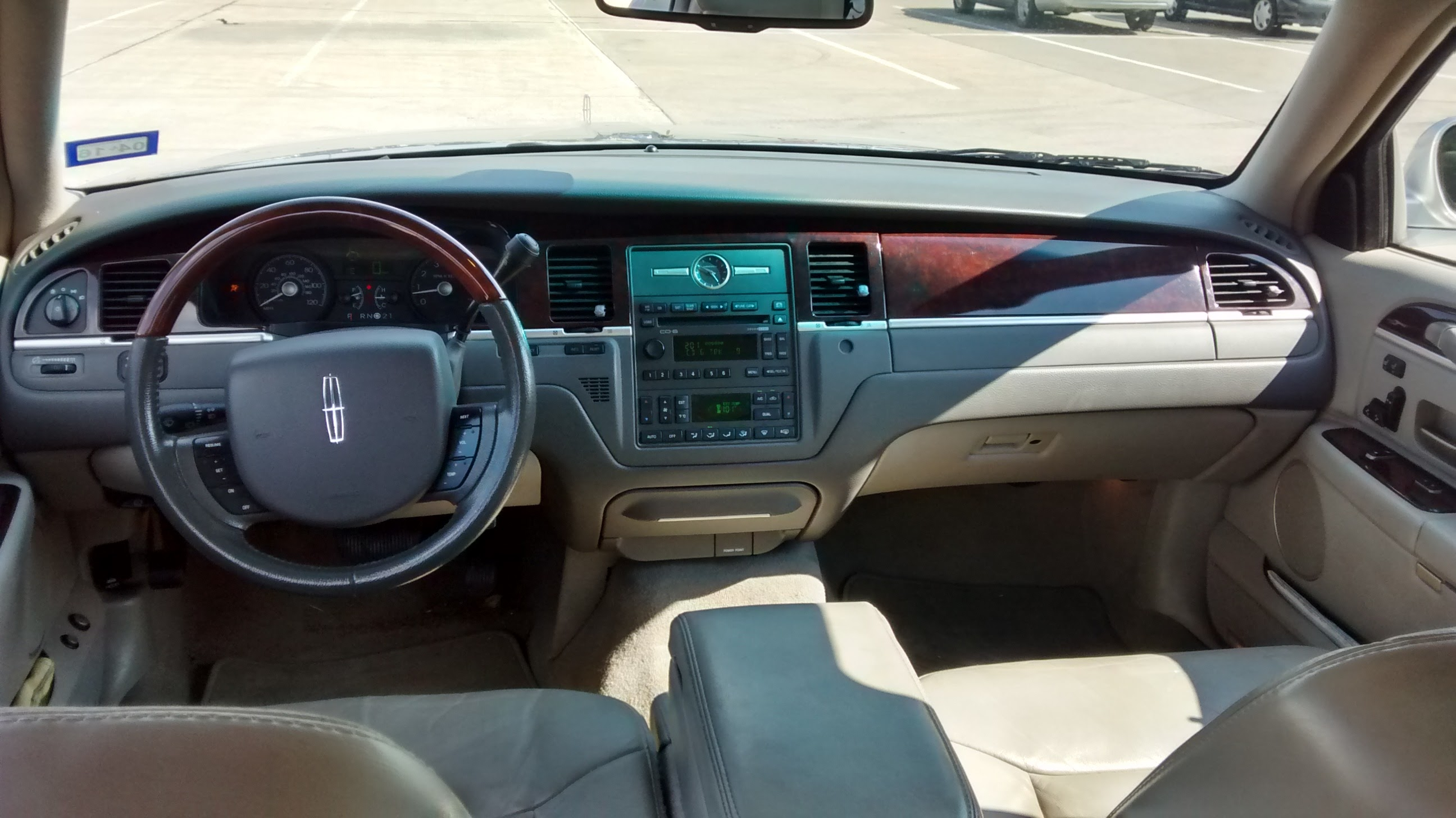
Intérieur de 2006.
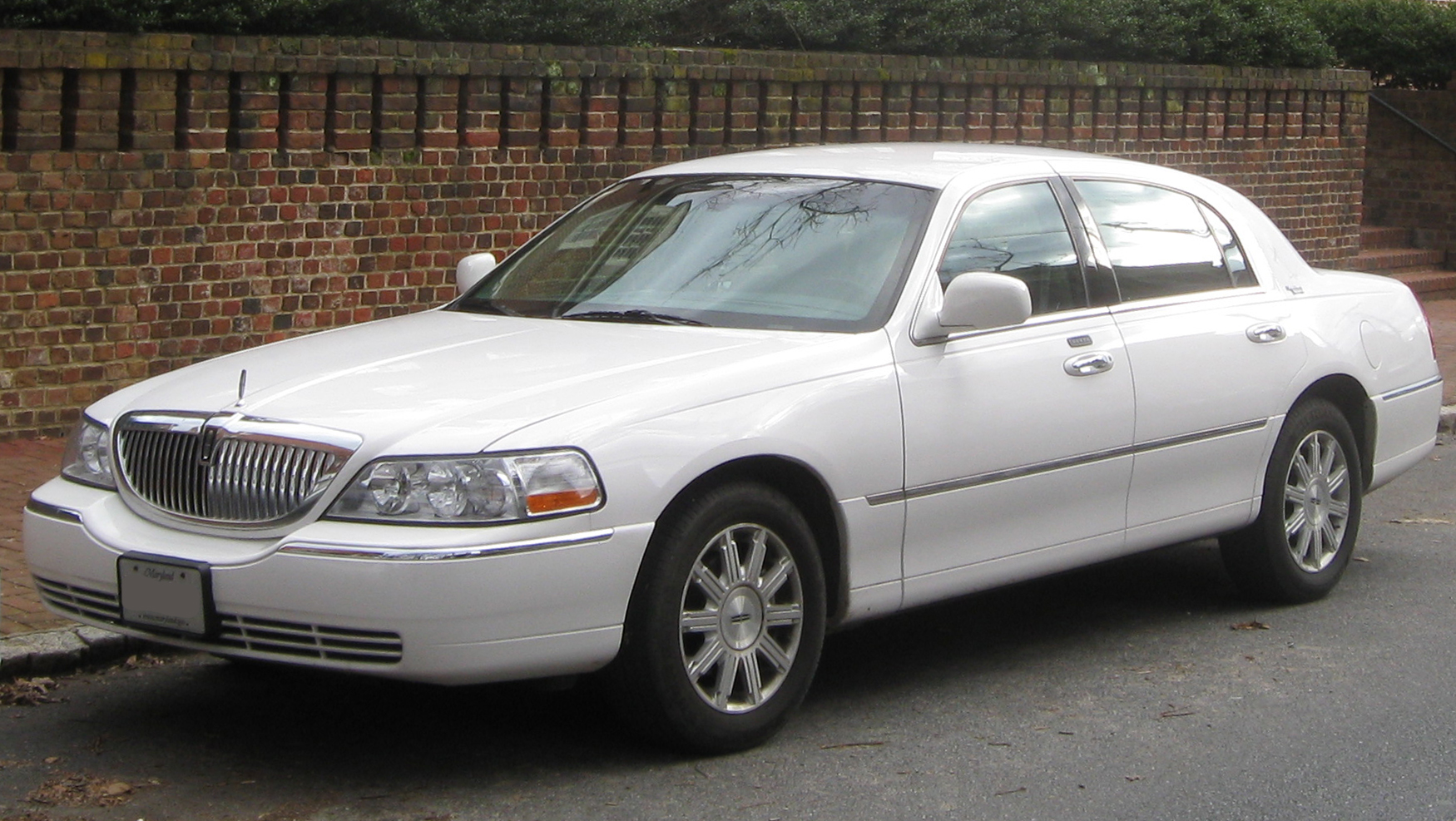
Modèle de 2003.